# هاينيس (ماساتشوستس)
هاينيس (بالإنجليزية: Hyannis, Massachusetts)‏ هي قرية تقع في الولايات المتحدة في مقاطعة بارنستابل. يقدر عدد سكانها بـ 14,089 نسمة .

## المناخ
يظهر الجدول التالي التغييرات المناخية على مدار السنة لهاينيس:
| البيانات المناخية لـهاينيس          | البيانات المناخية لـهاينيس | البيانات المناخية لـهاينيس | البيانات المناخية لـهاينيس | البيانات المناخية لـهاينيس | البيانات المناخية لـهاينيس | البيانات المناخية لـهاينيس | البيانات المناخية لـهاينيس | البيانات المناخية لـهاينيس | البيانات المناخية لـهاينيس | البيانات المناخية لـهاينيس | البيانات المناخية لـهاينيس | البيانات المناخية لـهاينيس | البيانات المناخية لـهاينيس |
| الشهر                               | يناير                      | فبراير                     | مارس                       | أبريل                      | مايو                       | يونيو                      | يوليو                      | أغسطس                      | سبتمبر                     | أكتوبر                     | نوفمبر                     | ديسمبر                     | المعدل السنوي              |
| ----------------------------------- | -------------------------- | -------------------------- | -------------------------- | -------------------------- | -------------------------- | -------------------------- | -------------------------- | -------------------------- | -------------------------- | -------------------------- | -------------------------- | -------------------------- | -------------------------- |
| الدرجة القصوى °ف (°م)               | 65 (18)                    | 64 (18)                    | 78 (26)                    | 87 (31)                    | 93 (34)                    | 97 (36)                    | 98 (37)                    | 100 (38)                   | 95 (35)                    | 85 (29)                    | 74 (23)                    | 66 (19)                    | 100 (38)                   |
| متوسط درجة الحرارة الكبرى °ف (°م)   | 37.7 (3.2)                 | 37.9 (3.3)                 | 44.3 (6.8)                 | 53.0 (11.7)                | 63.2 (17.3)                | 72.1 (22.3)                | 78.2 (25.7)                | 77.1 (25.1)                | 71.0 (21.7)                | 61.4 (16.3)                | 51.8 (11.0)                | 41.8 (5.4)                 | 57.4 (14.1)                |
| المتوسط اليومي °ف (°م)              | 30.2 (−1.0)                | 30.3 (−0.9)                | 36.9 (2.7)                 | 45.4 (7.4)                 | 55.2 (12.9)                | 64.4 (18.0)                | 70.6 (21.4)                | 69.6 (20.9)                | 63.2 (17.3)                | 53.4 (11.9)                | 44.3 (6.8)                 | 34.3 (1.3)                 | 49.8 (9.9)                 |
| متوسط درجة الحرارة الصغرى °ف (°م)   | 22.6 (−5.2)                | 22.7 (−5.2)                | 29.7 (−1.3)                | 37.8 (3.2)                 | 47.2 (8.4)                 | 56.7 (13.7)                | 63.0 (17.2)                | 62.1 (16.7)                | 55.3 (12.9)                | 45.4 (7.4)                 | 36.8 (2.7)                 | 26.7 (−2.9)                | 42.2 (5.7)                 |
| أدنى درجة حرارة °ف (°م)             | −8 (−22)                   | −12 (−24)                  | −3 (−19)                   | 9 (−13)                    | 24 (−4)                    | 31 (−1)                    | 42 (6)                     | 34 (1)                     | 26 (−3)                    | 9 (−13)                    | 7 (−14)                    | −10 (−23)                  | −12 (−24)                  |
| الهطول إنش (مم)                     | 3.8 (97)                   | 3.5 (89)                   | 4.1 (100)                  | 3.9 (99)                   | 3.5 (89)                   | 3.0 (76)                   | 3.0 (76)                   | 3.7 (94)                   | 3.2 (81)                   | 3.5 (89)                   | 3.9 (99)                   | 4.0 (100)                  | 43.2 (1٬100)               |
| متوسط تساقط الثلوج إنش (سم)         | 8.5 (22)                   | 7.5 (19)                   | 3.5 (8.9)                  | 0.9 (2.3)                  | 0.0 (0.0)                  | 0.0 (0.0)                  | 0.0 (0.0)                  | 0.0 (0.0)                  | 0.0 (0.0)                  | 0.0 (0.0)                  | 0.4 (1.0)                  | 4.7 (12)                   | 25.5 (65)                  |
| متوسط أيام هطول الأمطار (≥ 0.01 in) | 10                         | 8                          | 10                         | 10                         | 9                          | 8                          | 7                          | 8                          | 7                          | 8                          | 9                          | 10                         | 104                        |
| المصدر: Weatherbase                 |                            |                            |                            |                            |                            |                            |                            |                            |                            |                            |                            |                            |                            |

## أعلام
- ألان دوغان
- إدوارد جوري
- روبرت ريتشاردسون
- يونيس كينيدي شرايفر
- جوزيف أنتوني
- كيسي شيرمان
- فرانسيس بيدل
- مارشال سنو
- جون آلفين
- ايمي جو جونسون